# Dmalloc
Dmalloc (сокр. от Debug Malloc) — библиотека языка Си для отладки использования памяти, написанная Греем Уотсоном. Библиотека призвана помочь программистам в обнаружении множества ошибок выделения памяти, допущенных при написании кода, работающего с динамически распределяемой памятью. Она подменяет некоторые части стандартной программной библиотеки, поддерживаемой операционной системой для выделения памяти (malloc), и другого программного обеспечения своими собственными версиями, помогающими программисту обнаруживать переполнения буфера и другие критические проблемы программирования.
Dmalloc может находить утечки памяти; ошибки смещения на единицу (off-by-one errors) при работе с памятью, выделенной в куче (heap); ошибки использования некорректного адреса в некоторых вызовах библиотечных функций.